# Henri Boutelier
Henri-Claude Boutelier (21 février 1808, Louhans - 23 janvier 1881, Tournus), est un homme politique français.

## Biographie
Fils d'un magistrat de Louhans, il étudia le droit et entra dans la magistrature au lendemain de la révolution de juillet 1830. Après avoir débuté comme substitut du procureur du roi à Autun en 1831, puis à Dijon en 1833, il fut nommé en 1838 procureur du roi à Mâcon, et, en 1841, conseiller à la Cour royale d'Alger. Avocat général à Bourges en 1844, il résigna ses fonctions en 1848. 
Conseiller général du canton de Tournus de 1848 à 1871, il s'était une première fois, le 22 juin 1857, présenté sans succès au Corps législatif dans la 4e circonscription de Saône-et-Loire. Plus heureux le 9 décembre 1866, dans une élection partielle, il devint député de ce même collège, et obtint sa réélection le 24 mai 1869. 
Il est le beau-frère du baron Jean-Alfred Lafon de Laduye, conseiller référendaire à la Cour des comptes.

## Pour approfondir